# Citometria a flusso
La citometria a flusso è una tecnica di laboratorio in ambito biomedico che utilizza un fascio di luce laser per la rilevazione, il conteggio, la caratterizzazione e, utilizzando strumenti avanzati, la separazione di cellule in sospensione. La citometria a flusso si avvale dell'impiego di uno strumento, il citometro a flusso che è in grado di misurare contemporaneamente alcuni parametri morfologici derivanti dall'attraversamento di singole cellule da parte di un fascio di luce laser. Lo strumento è detto a flusso perché le cellule fluiscono velocemente e singolarmente attraverso il raggio di luce che le colpisce.
La citometria a flusso è utilizzata di routine nella diagnosi di patologie del sangue, ma anche, mediante disgregazione dei tessuti, di tumori o neoplasie a carico di tessuti solidi.

## Storia
Il primo citometro a flusso, basato sull'impedenziometria e sul principio di Coulter fu messo a punto da Wallace H. Coulter e Mack Fulwyler nel 1953. In concomitanza con la scoperta del principio di Coulter, fu pubblicato un articolo sulla rivista Science.
Il primo citofluorimetro invece fu sviluppato da Wolfgang Göhde dell'università di Münster il 18 dicembre 1968, prodotto dalla ditta Partec e commercializzato nel 1968/1969 dalla ditta tedesca Phywe AG presso Göttingen.
In quegli anni i metodi analitici di assorbimento erano preferiti rispetto a quelli di fluorescenza. Poco dopo vennero sviluppati i citometri a flusso fra cui: 
- Citofluorografo della Bio/Physics Systems Inc. (più tardi denominata Ortho Diagnostics) nel 1971.
- PAS 8000 della Partec (1973)
- FACS della ditta Becton Dickinson (1974)
- ICP 22 della Partec/Phywe (1977/78)
- Ampha Z30 della Amphasys (2012) il primo citometro a flusso con microfluidica localizzata su microcircuiti

### Origine del nome
In principio la definizione citometria a flusso basata sulla fluorescenza (in breve citofluorimetria), veniva denominata citofotometria a impulsi (dal tedesco: Impulszytophotometrie), basata sul primo strumento brevettato. Nel 1976 durante la 5ª Conferenza sulla Citologia Automatizzata della Fondazione Americana di Ingegneria, tenutasi a Pensacola (Florida), otto anni dopo l'introduzione del primo citometro basato sulla fluorescenza, è stato accettato il nome di citometria a flusso, che rapidamente divenne popolare.

## Principi analitici

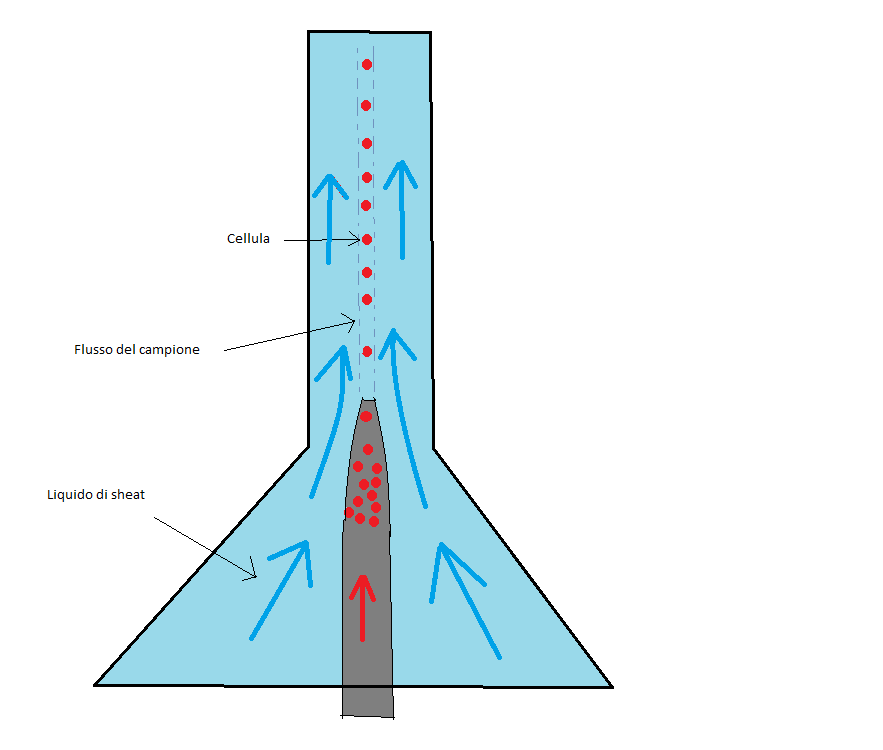
Schematizzazione del principio di focalizzazione idrodinamica

Il principio fondamentale sul quale si basa la citometria a flusso è la dispersione della luce. Il citometro (o citofluorimetro) utilizza un flusso laminare di liquido (chiamato liquido di sheath - che significa guaina, ovvero che avvolge le cellule) per organizzare le cellule in un flusso ordinato, costante e continuo, in modo da poter portare ogni singola cellula (chiamata anche evento) nella camera di conta all'interno della quale avverrà l'analisi. Il fenomeno di ordinamento delle cellule viene chiamato focalizzazione idrodinamica.
In strumenti con più di due fasci laser (per il forward e side scatter), chiamati citofluorimetri, sono presenti delle fonti luminose che emettono lunghezze d'onda prefissate per l'eccitazione di fluorocromi legati ad immunoglobuline; questi complessi vengono utilizzati per la ricerca di specifici marcatori cellulari come per esempio i cluster di differenziazione, utili per la definizione della linea cellulare di appartenenza del campione.
Le modalità con cui la luce attraversando le cellule viene distribuita sia sulla stessa linea del fascio (forward scatter - dispersione frontale - FSC), sia lateralmente (side scatter - dispersione laterale - SSC), forniscono informazioni rispettivamente sulle dimensioni e sulla complessità interna della cellula.

### Citofluorimetria
Nella citofluorimetria, vengono utilizzati degli anticorpi monoclonali legati a particolari molecole, chiamate fluorocromi, ovvero molecole in grado di emettere una fluorescenza se eccitate con radiazioni luminose aventi lunghezze d'onda specifiche. I citofluorimetri quindi, presentano sia fonti luminose specifiche (per emettere radiazioni monocromatiche) che rilevatori specifici. Questa particolare analisi viene utilizzata per la ricerca di specifici marcatori cellulari come per esempio i cluster di differenziazione, utili per la definizione della linea cellulare di appartenenza del campione. Grazie alla presenza di più rilevatori sullo stesso strumento, è possibile analizzare simultaneamente più parametri nella stessa acquisizione. La citofluorimetria, oltre ad essere una tecnica di analisi qualitativa, grazie ad una relazione direttamente proporzionale fra la quantità di fluorocromo e l'intensità luminosa della radiazione emessa (fluorescenza), è possibile avere informazioni anche sulla quantità di siti di legame per il complesso antigene-anticorpo-marcatore presenti su ogni singola cellula analizzata.

## Citometri a flusso

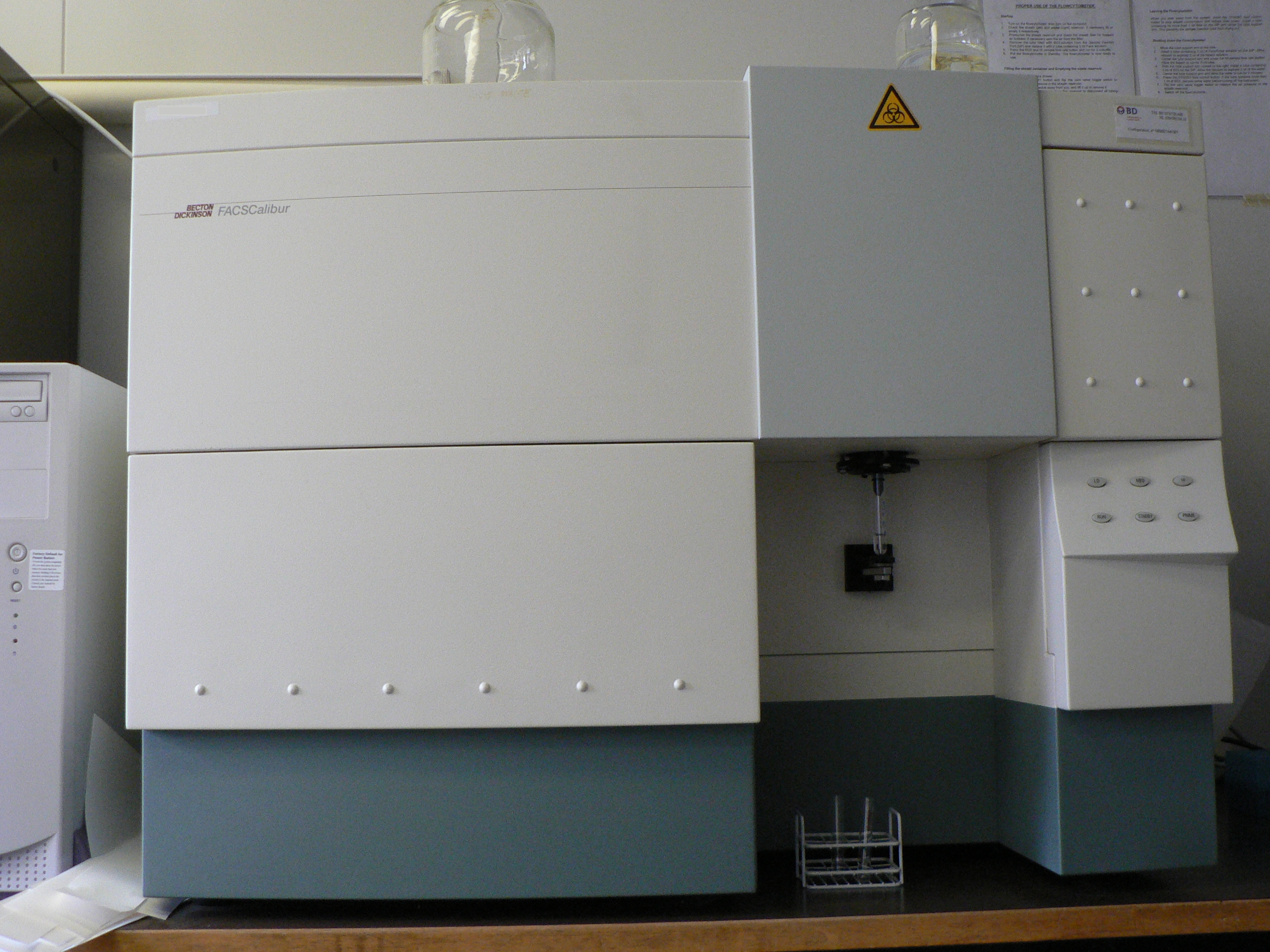
Vista esterna di un citofluorimetro della ditta Becton Dickinson

I moderni citometri a flusso sono in grado di analizzare in tempo reale (cioè con una restituzione dei risultati immediata e la possibilità di modificare i parametri di analisi mentre è in corso l'acquisizione) molte migliaia di cellule al secondo. Un citometro a flusso è simile a un microscopio, con la differenza che, invece di produrre un'immagine della cellula, la citometria a flusso offre una quantificazione ed una immunofenotipizzazione automatizzata su larga scala di parametri ottici specifici per ogni tipo di cellula. Un citometro a flusso ha cinque componenti principali: una camera di flusso, una camera di conta, un rivelatore, un sistema di amplificazione e un computer per l'analisi dei segnali.

### Camera di flusso
La camera di flusso è conformata in modo da creare una corrente liquida (mediante un fluido guaina, o liquido di sheath), la quale trasporta e allinea le cellule in modo che attraversino la camera di conta formando una singola linea che verrà analizzata attraverso il fascio di luce per il rilevamento delle caratteristiche fisiche o immunofenotipiche. Il fenomeno idrodinamico che sta alla base dell'allineamento delle cellule è la focalizzazione idrodinamica.

### Camera di conta
La camera di conta è una parte del citofluorimetro attraverso la quale, le cellule, precedentemente allineate, incontrano i fasci luminosi che determinano la lettura degli eventi e la loro caratterizzazione. Di solito è costituita da materiale trasparente, in modo da permettere all'operatore l'osservazione dall'esterno della camera, soprattutto per controllare la presenza di bolle d'aria che andrebbero ad inficiare la lettura del campione e quindi l'analisi.

### Sistema di rivelazione

Schema a blocchi della struttura interna di un citofluorimetro

Il sistema di rivelazione nei citofluorimetri è composto da:
- Fonti luminose
- Gruppo ottico
- Rivelatore

#### Fonti luminose
Le fonti luminose in un citofluorimetro possono essere di vario genere. Esistono vari tipi di lampade che emettono radiazioni luminose più o meno monocromatiche, in base alla natura del materiale di cui è composto il catodo. Le più comunemente utilizzate sono:
- Lampade raffreddate ad acqua: ad Argon, Krypton, laser.
- Lampade a laser raffreddate ad aria: Argon (488 nm), Elio-Neon rosso (633 nm), Elio-Neon verde, Elio-Cadmio (<200 nm - UV)
- Laser a diodi: blu, rosso, verde, viola

#### Gruppo ottico
Il gruppo ottico è un elemento necessario per l'indirizzamento dei fasci luminosi sulla corrente fluida del campione e, successivamente, dopo essere stato assorbito/disperso dal campione, il fascio attraversa un sistema di specchi ed eventualmente di prismi che fungono da monocromatori, per indirizzarlo ai vari rivelatori. Il percorso che la luce compie per arrivare al rivelatore viene anche chiamato cammino ottico.

#### Rivelatore
Il rivelatore converte le misurazioni analogiche di intensità luminosa, trasformandole in un segnale elettrico per permettere al software di gestione di elaborare i segnale e restituire il risultato dell'analisi. In base al numero di fonti luminose (numero di fasci luminosi monocromatici) presenti, varia anche il numero di rivelatori presenti sullo strumento. Di norma i rivelatori sono componenti, come già accennato, in grado di trasformare un segnale analogico (l'intensità del fascio luminoso) in un segnale elettrico, sotto forma di una differenza di potenziale elettrico ovvero una corrente elettrica. Il dispositivo in grado di svolgere questo compito è il fotorivelatore (o fototubo) oppure, per la rivelazione di intensità molto deboli, il fotomoltiplicatore. Gli strumenti moderni di solito dispongono di più laser e rivelatori a fluorescenza. Il record attuale per uno strumento commerciale è di dieci laser e 30 rivelatori a fluorescenza.

### Sistema di elaborazione dati
Il sistema di elaborazione dei dati è costituito da due principali unità:
- Il sistema di conversione analogico-digitale o convertitore analogico-digitale (ADC)
- Il computer di gestione strumentale

#### ADC
Articolo principale: convertitore analogico-digitale
Il convertitore analogico-digitale, è un circuito elettronico in grado di convertire un segnale analogico con andamento continuo (ad es. una tensione elettrica) in una serie di valori digitali, utili al software di gestione strumentale per l'elaborazione dei dati.

#### Computer di gestione strumentale
Il computer di gestione è un PC sul quale vi è installato un software di gestione che, come suggerisce il nome, è atto alla gestione dello strumento che all'interpretazione dei dati analitici. Esistono vari tipi di software, più o meno complessi, in base al loro effettivo utilizzo; va da sé infatti che per scopi di ricerca, il software debba avere molte più possibilità di interazione con lo strumento per quanto riguarda i parametri che è possibile settare (es. tensione delle fonti luminose, compensazione dei rivelatori), rispetto ad un software diagnostico che deve rispettare dei criteri di riproducibilità e ripetibilità e quindi avere dei parametri standard e la possibilità di calibrazione. L'amplificazione dei segnali da parte del software può essere di tipo lineare o logaritmica.

## Marcatori

### Marcatori Fluorescenti
Una vasta gamma di fluorofori può essere utilizzata come marcatori nella citometria a flusso. I fluorofori, sono normalmente legati ad un anticorpo che riconosce un antigene bersaglio sulla superficie o all'interno della cellula. I fluorofori possono anche essere collegati a un'entità chimica con affinità per la membrana cellulare o un'altra struttura cellulare. Ogni fluoroforo ha una caratteristica lunghezza d'onda di eccitazione e di emissione, e gli spettri di emissione spesso si sovrappongono. Di conseguenza, la combinazione di marcatori che possono essere utilizzati dipende dalla lunghezza d'onda della/e lampada/e o laser utilizzati per eccitare i fluorocromi e dai rivelatori disponibili. Si ritiene che il numero massimo di marcatori fluorescenti distinguibili sia 17 o 18 e questo livello di complessità richiede una laboriosa ottimizzazione per limitare gli artefatti, nonché complessi algoritmi di deconvoluzione per separare gli spettri sovrapposti. La citometria a flusso utilizza la fluorescenza come strumento quantitativo; la massima sensibilità della citometria a flusso è ineguagliata da altre piattaforme di rilevamento fluorescenti come la microscopia confocale. La sensibilità assoluta alla fluorescenza è generalmente inferiore nella microscopia confocale poiché i segnali fuori fuoco vengono rifiutati dal sistema ottico confocale e poiché l'immagine è costruita in serie da misurazioni individuali in ogni punto della cellula, ciò riduce la quantità di tempo disponibile per raccogliere il segnale.

#### Punti quantici
Articolo principale: Punti quantici.
I punti quantici sono utilizzati al posto dei fluorofori nel caso in cui vi siano delle sovrapposizioni spettrali di emissione.

### Marcatori a isotopi
La citometria di massa supera i limiti imposti dalla marcatura fluorescente, utilizzando gli isotopi di lantanidi legati agli anticorpi. Questo metodo potrebbe teoricamente consentire l'uso di 40 o 60 marcature distinguibili ed è stato dimostrato fino a 30 etichette. La citometria di massa è fondamentalmente diversa dalla citometria a flusso: le cellule sono introdotte in un plasma, successivamente ionizzate e gli isotopi associati sono quantificati mediante spettrometria di massa. Sebbene questo metodo consenta l'uso di un numero elevato di marcatori, attualmente ha una capacità di trasmissione inferiore rispetto alla citometria a flusso. Questa analisi è di tipo distruttivo, precludendo il recupero delle cellule mediante il cell sorting.

## Analisi dei dati

### Compensazione
Ogni fluorocromo ha un ampio spettro di fluorescenza. Quando si utilizza più di un fluorocromo, è possibile che si verifichi la sovrapposizione tra gli spettri di emissione dei vari fluorocromi, situazione da evitare, in quanto si possono avere fenomeni di interferenza ondulatoria e quindi dei falsi positivi o negativi, condizione quindi da evitare. Ad esempio, lo spettro di emissione per la FITC, si sovrappone alla stessa lunghezza d'onda che passa attraverso il filtro utilizzato per la PE. Questa sovrapposizione spettrale viene corretta rimuovendo una parte del segnale FITC dai segnali PE o viceversa. Questo processo è chiamato compensazione del colore, che calcola l'intensità dell'emissione di un fluorocromo come una percentuale, per misurare se stesso.
"La compensazione è il processo matematico mediante il quale correggiamo i dati di intensità delle emissioni spettrali dei fluorocromi in citometri a flusso multiparametro, mediante la sovrapposizione spettrale. Questa sovrapposizione, o "spillover", deriva dall'uso di coloranti fluorescenti che sono misurabili in più di un rivelatore; lo spillover è correlato da una costante nota come coefficiente di spillover. Il processo di compensazione è una semplice applicazione dell'algebra lineare, che ha come obiettivo la correzione degli spillover di tutti i coloranti in tutti i rivelatori, in modo tale che, in uscita, i dati siano effettivamente normalizzati e che ogni parametro contenga informazioni provenienti da un solo colorante. In generale, la nostra capacità di elaborare i dati è più efficace quando la visualizzazione dei dati viene presentata senza correlazioni inutili".

### Gating
I dati generati dai citometri a flusso possono essere visualizzati in una singola dimensione per produrre un istogramma, in un grafico bidimensionale (di dispersione).

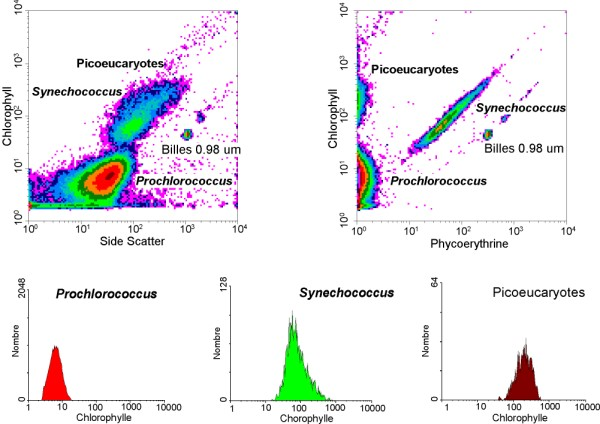
Analisi di un campione di acqua marina contenente picoplancton fotosintetico in citofluorimetria che mostra tre differenti popolazioni cellulari (Prochlorococcus, Synechococcus, e picoeukaryotes)

oppure in grafici anche a tre dimensioni. Le regioni di questi grafici possono essere separate sequenzialmente in base all'intensità della fluorescenza, creando una serie di estrazioni di sottoinsiemi, chiamate "gates" (dall'inglese: porta, cancello). Esistono protocolli specifici di gating per scopi diagnostici e clinici soprattutto in relazione all'ematologia. Le singole cellule sono spesso distinte dalle coppie o aggregati più numerosi per il cosiddetto loro "tempo di volo" (indicato anche come "ampiezza dell'impulso") attraverso il raggio laser focalizzato. I grafici sono spesso costruiti su base logaritmica. Poiché gli spettri di emissione dei diversi coloranti fluorescenti si sovrappongono, i segnali ai rivelatori devono essere compensati elettronicamente e computazionalmente. I dati accumulati utilizzando il citometro di flusso possono essere analizzati utilizzando software, ad esempio JMP (software statistico), WinMDI, Flowing Software, e Web-based Cytobank (tutti freeware), Cellcion, Kaluza, FCS Express, FlowJo, FACSDiva, CytoPaint (conosciuto anche come Paint-A-Gate), VenturiOne, CellQuest Pro, Infinicyt o Cytospec. Una volta raccolti i dati, operazione chiamata anche acquisizione, non è necessario rimanere collegati al citometro a flusso e l'analisi quindi può essere eseguita su un computer separato. Ciò è particolarmente diffuso nelle strutture centrali dove l'utilizzo di queste macchine è molto richiesto e condiviso fra vari laboratori o gruppi di ricerca.

### Analisi computazionale
I recenti progressi nell'identificazione automatica delle popolazioni cellulari mediante metodi computazionali hanno offerto un'alternativa alle strategie di gating tradizionali. I sistemi di identificazione automatica potrebbero potenzialmente aiutare a isolare popolazioni rare o nascoste. I metodi analitici automatici comprendono FLOCK l'Immunology Database and Analysis Portal (ImmPort), SamSPECTRAL. L'algoritmo Stochastic Neighbor Embedding distribuito su T (tSNE) è un algoritmo progettato per eseguire la riduzione della dimensionalità, per consentire la visualizzazione di dati multidimensionali complessi in una "mappa" bidimensionale. Gli sforzi di collaborazione hanno portato a un progetto aperto chiamato FlowCAP (Flow Cytometry: Critical Assessment of Population Identification Methods,) per fornire un modo obiettivo per confrontare e valutare i metodi di clustering in citometria a flusso e per stabilire linee guida sull'uso appropriato di questi metodi.

## Applicazioni
Questa tecnologia ha applicazioni in numerosi campi, tra cui la biologia molecolare, la patologia, l'immunologia, la biologia vegetale e la biologia marina. Ha una vasta applicazione in medicina, soprattutto nei trapianti, ematologia, immunologia e chemioterapia dei tumori, diagnosi prenatale, genetica e selezione dello sperma per la preselezione del sesso. Inoltre, è ampiamente utilizzato nella ricerca per il rilevamento del danno al DNA, del clivaggio della caspasi e dell'apoptosi cellulare. Nella neuroscienza è anche possibile analizzare la co-espressione di antigeni sulla superficie cellulare e di antigeni intracellulari. Nella biologia marina, le proprietà autofluorescenti del plancton fotosintetico possono essere sfruttate dalla citometria a flusso per caratterizzare l'abbondanza e la struttura della comunità. Nell'ingegneria delle proteine (proteomica), la citometria a flusso viene utilizzata in congiunzione con lo yeast display e il bacterial display per identificare le varianti proteiche della superficie cellulare.